# Maglizh Rocks

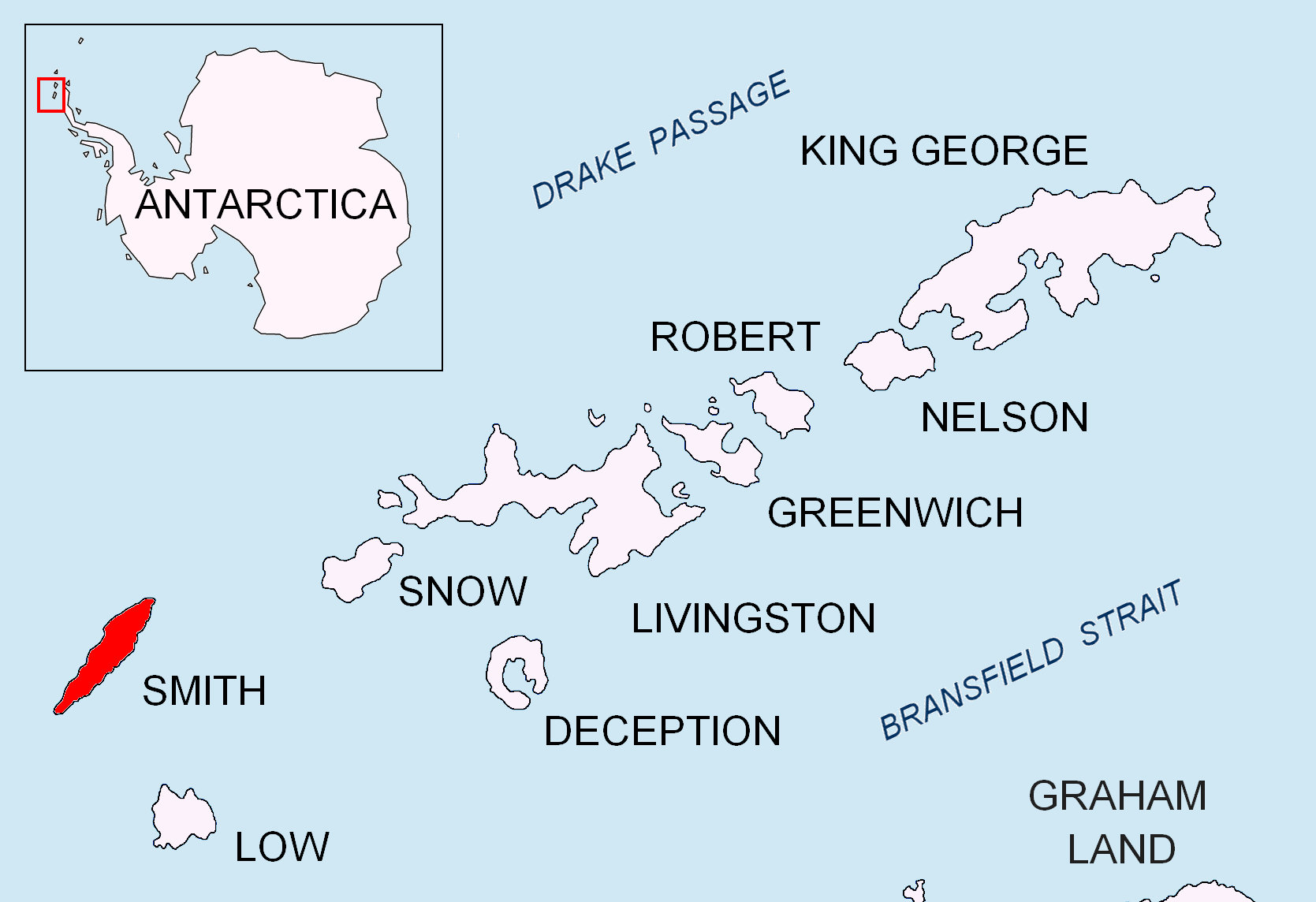
Localizzazione dell'Isola Smith, nelle Isole Shetland Meridionali.

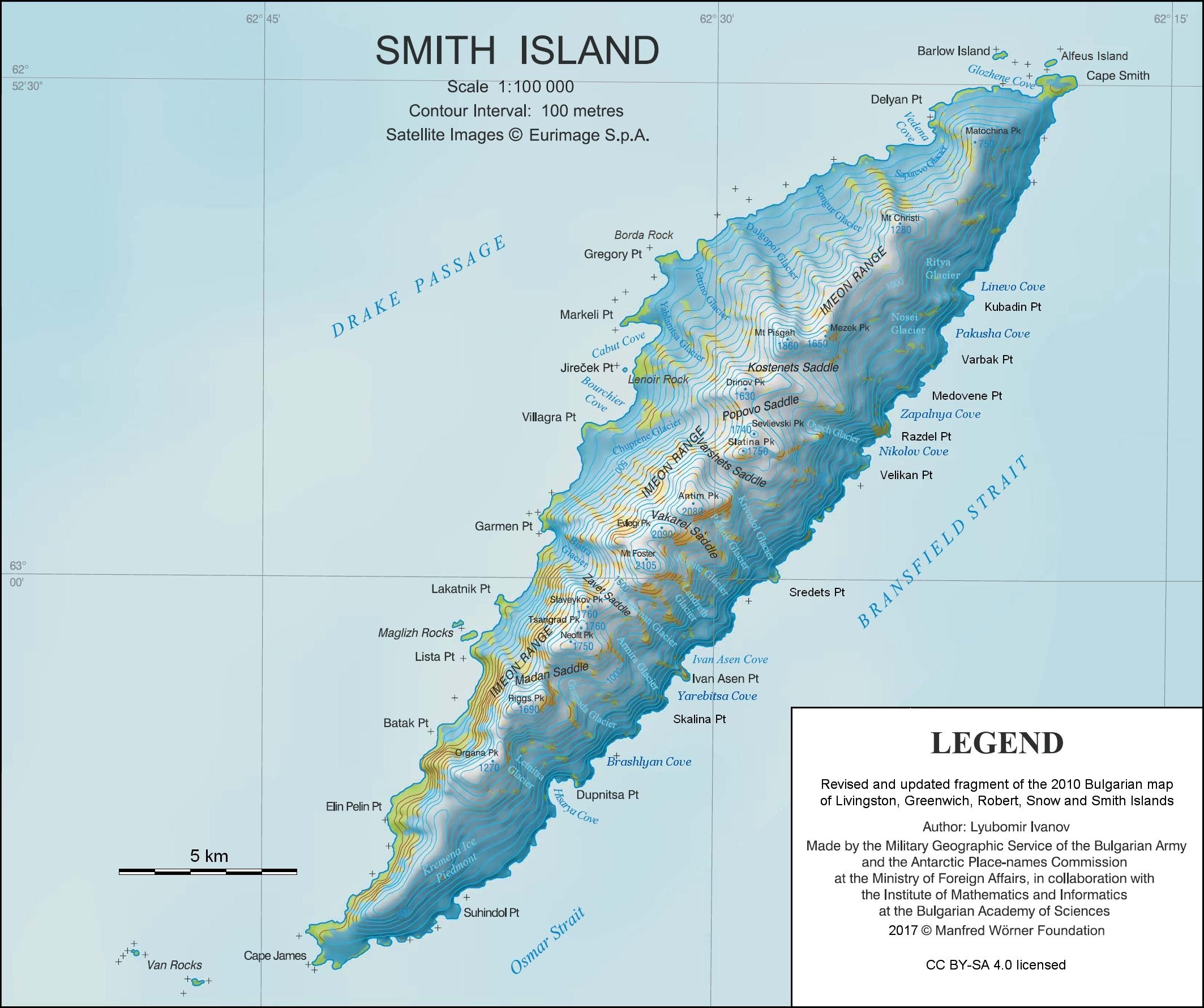
Mappa topografica dell'Isola Smith. Le Maglizh Rocks si trovano nella parte inferiore dell'immagine, nella costa sudoccidentale dell'isola.

Maglizh Rocks, (in lingua bulgara: Мъглижки скали, Maglizhki Skali) sono un gruppo di scogli situati al largo della costa nordoccidentale dell'Isola Smith, nelle Isole Shetland Meridionali, in Antartide.

## Caratteristiche
I due scogli principali adiacenti si estendono per 460 m in direzione est-ovest, hanno una larghezza di 140 m e sono situati 300 m a nord di Lista Point; il terzo scoglio principale, di dimensioni 300x100 m, è situato 320 m a nordovest dei precedenti. La superficie complessiva di queste formazioni rocciose è di 10,6 ettari.

## Localizzazione
Le Maglizh Rocks sono localizzate alle coordinate 63°01′06″S 62°38′11″W, 300 m al largo di Lista Point.
Mappatura bulgara nel 2009.

## Denominazione
La denominazione è stata assegnata dalla Commissione bulgara per i toponimi antartici in riferimento alla città di Maglizh, situata nella parte meridionale della Bulgaria.

## Mappe
- Chart of South Shetland including Coronation Island, &c. from the exploration of the sloop Dove in the years 1821 and 1822 by George Powell Commander of the same. Scale ca. 1:200000. London: Laurie, 1822.
- L.L. Ivanov. Antarctica: Livingston Island and Greenwich, Robert, Snow and Smith Islands. Scale 1:120000 topographic map. Troyan: Manfred Wörner Foundation, 2010. ISBN 978-954-92032-9-5 (First edition 2009. ISBN 978-954-92032-6-4)
- South Shetland Islands: Smith and Low Islands. Scale 1:150000 topographic map No. 13677. British Antarctic Survey, 2009.
- Antarctic Digital Database (ADD). Scale 1:250000 topographic map of Antarctica. Scientific Committee on Antarctic Research (SCAR). Since 1993, regularly upgraded and updated.
- L.L. Ivanov. Antarctica: Livingston Island and Smith Island. Scale 1:100000 topographic map. Manfred Wörner Foundation, 2017. ISBN 978-619-90008-3-0